# ATP Challenger Riemerling
Der ATP Challenger Riemerling (offiziell: Riemerling Challenger) war ein Tennisturnier, das 1993 einmal in Riemerling, Bayern, stattfand. Es gehörte zur ATP Challenger Tour und wurde in der Halle auf Sand gespielt.

## Liste der Sieger

### Einzel
| Jahr | Sieger                 | Finalgegner      | Ergebnis |
| ---- | ---------------------- | ---------------- | -------- |
| 1993 | Emilio Benfele Álvarez | Xavier Daufresne | 6:2, 6:2 |

### Doppel
| Jahr | Sieger                     | Finalgegner             | Ergebnis |
| ---- | -------------------------- | ----------------------- | -------- |
| 1993 | Maurice Ruah Mario Tabares | Sander Groen Arne Thoms | 6:3, 6:3 |